# U.S. Route 20
U.S. Route 20 is een U.S. Route en een belangrijke oost-west kust-tot-kust verbinding van het U.S. Route-netwerk, met een lengte van 5.415 km. Het is de langste weg in de Verenigde Staten. De weg loopt van Newport in Oregon naar Boston in Massachusetts. Het westelijke eindpunt van de weg is de kruising met U.S. Route 101, op ongeveer een kilometer van de kust van de Grote Oceaan, het oostelijke eindpunt is Kenmore Square in de havenstad Boston aan de Atlantische Oceaan.
Een gedeelte van de weg is niet gemarkeerd als US 20, omdat het niet gebruikelijk is dat wegen door Nationale Parken een wegnummer krijgen. US 20 eindigde aanvankelijk aan de oostzijde van het Yellowstone National Park. In 1940 werd de U.S. Route verlengd door het park naar de kust van Oregon. Deze verlenging heeft ook tot gevolg dat het nummeringsschema van de U.S. Routes in Oregon niet de normale regels volgt. De eerder uitgestippelde U.S. Route 30, van bij aanvang een kust-tot-kust verbinding ligt zoals verwacht zuidelijker dan de US 20 tot bij de kruising in Caldwell in Idaho. Ten westen van deze kruising ligt de later aangelegde US 20 ten zuiden van de US 30.
1 ·
2 ·
3 ·
4 ·
5 ·
6 ·
7 ·
8 ·
9 ·
10 ·
11 ·
12 ·
13 ·
14 ·
15 ·
16 ·
17 ·
18 ·
19 ·
20 ·
21 ·
22 ·
23 ·
24 ·
25 ·
26 ·
27 ·
28 ·
29 ·
30 ·
31 ·
32 ·
33 ·
34 ·
35 ·
36 ·
37 ·
38 ·
39 ·
40 ·
41 ·
42 ·
43 ·
44 ·
45 ·
46 ·
48 ·
49 ·
50 ·
51 ·
52 ·
53 ·
54 ·
55 ·
56 ·
57 ·
58 ·
59 ·
60 ·
61 ·
62 ·
63 ·
64 ·
65 ·
66 ·
67 ·
68 ·
69 ·
70 ·
71 ·
72 ·
73 ·
74 ·
75 ·
76 ·
77 ·
78 ·
79 ·
80 ·
81 ·
82 ·
83 ·
84 ·
85 ·
87 ·
89 ·
90 ·
91 ·
92 ·
93 ·
94 ·
95 ·
96 ·
97 ·
98 ·
99 ·
101 ·
131 ·
163 ·
199 ·
340 ·
400 ·
412 ·
425
- Library of Congress Control Number: sh2007007323
- Nationale Bibliotheek van Israël: 987007540010305171
- Virtual International Authority File: 315531471